# Kama (gastronomia)

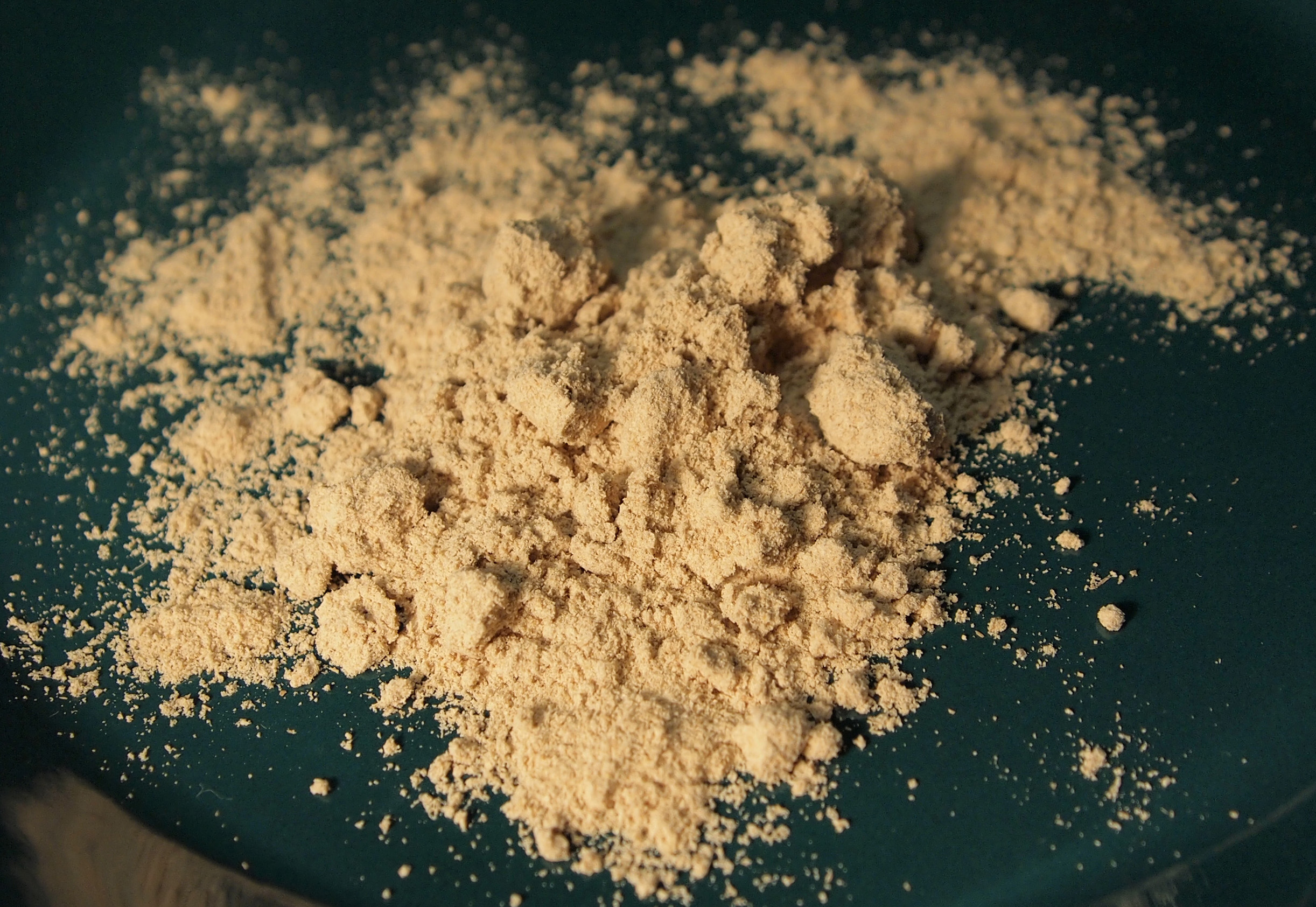
Kama de avena

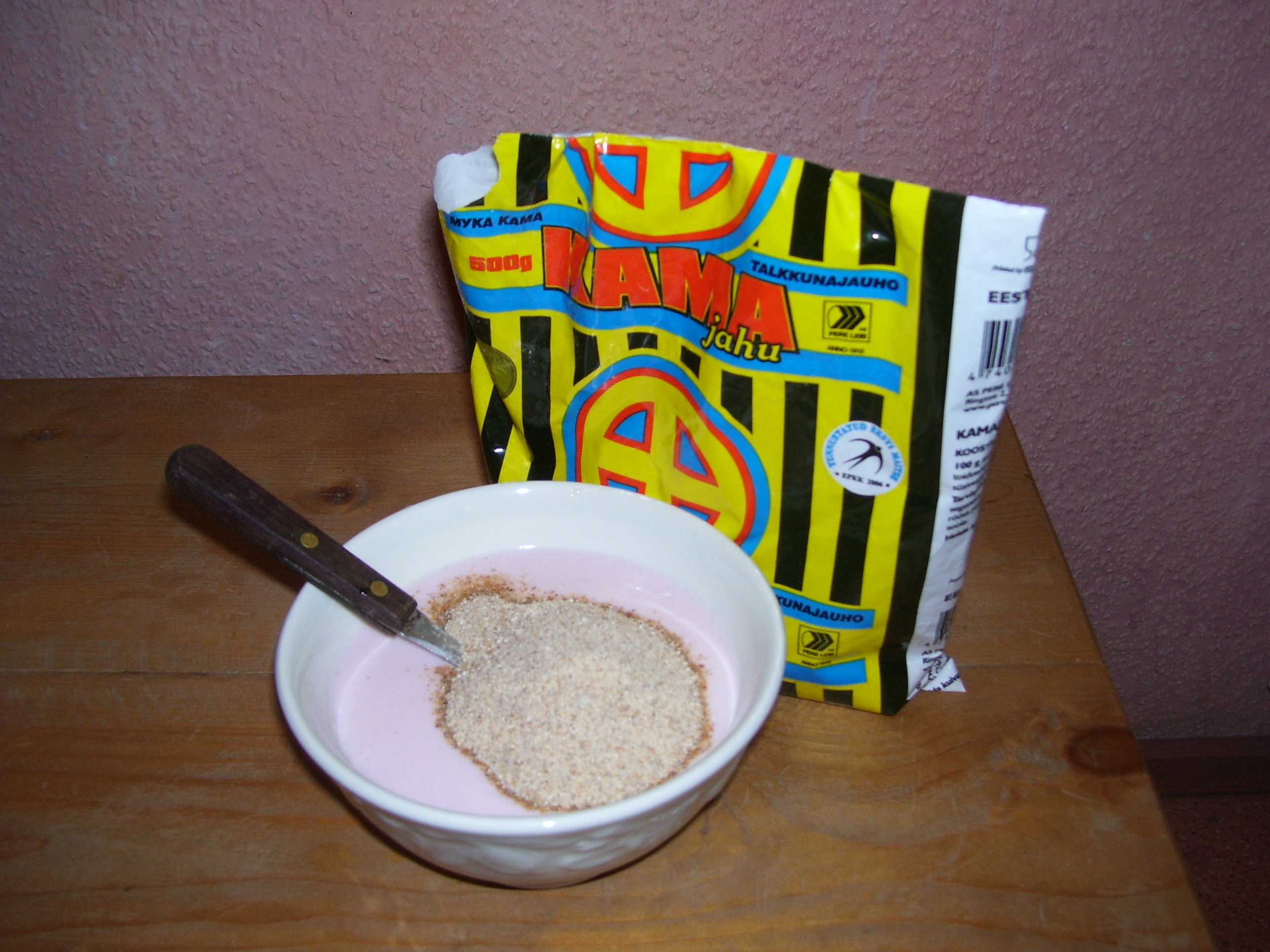
Un sacchetto di kama

La kama (talkkuna in finlandese) è una miscela di varie farine, e può essere composta da orzo, segale, avena e piselli. Le farine vengono tostate prima di essere mescolate. Alla farina di avena può essere sostituita farina di frumento.
Viene utilizzata per creare alcuni dessert. In genere viene usata nella prima colazione, mescolata con latte, kefir o yogurt. Spesso viene aggiunto dello zucchero, frutta secca o miele. A seconda della quantità di latte, kefir o yogurt aggiunti, la bevanda può essere più o meno liquida. Come dessert viene servita insieme ai frutti di bosco tipici di Estonia e Finlandia.
In Estonia sono in vendita nei supermercati anche le tavolette di cioccolato Kama. Durante gli anni settanta, il prezzo del cacao aumentò nell'Unione Sovietica, per cui il maggiore produttore di dolci estone Kalev rimpiazzò il cacao con la kama. le tavolette di cioccolato Kama divennero molto popolari anche per il prezzo di vendita, notevolmente inferiore rispetto alle normali tavolette di cioccolato.